# قوی قرمز
قوی قرمز (انگلیسی: Red Swan; کره‌ای: 화인가 스캔들) یک مجموعه تلویزیونی محصول کره جنوبی در سال ۲۰۲۴ به نویسندگی چوی یون جونگ، به کارگردانی پارک هونگ کیون و با بازی کیم ها نول و رین است. این مجموعه از ۳ ژوئیه ۲۰۲۴ در دیزنی پلاس منتشر شد.

## بازیگران

### اصلی
- کیم ها نول در نقش اوه وان سو[۲]
- رین در نقش سو دو یون[۲]

### مکمل
- جونگ گیو وون در نقش کیم یونگ گوک[۳]
- سو یی سوک در نقش پارک می ران[۳]
- یون جه مون در نقش هان سانگ ایل[۳]
- کی اون سه در نقش جانگ ته را[۳]